# Burgruine Liebenstein (Arnreit)
Die Burg Liebenstein, auch Festung Thumb, Daim oder Alt-Liebenstein genannt, ist eine abgegangene Höhenburg auf 519 m ü. A. in der Gemeinde Arnreit im Bezirk Rohrbach von Oberösterreich (Daim 7).

## Geschichte
Liebenstein wurde von den Passauer Bischöfen um 1161 erbaut und an Lehensmänner vergeben. Nach deren Aussterben fiel die Burg wieder an das Hochstift zurück, um erneut vergeben zu werden. Pabo de Liebenstain wird hier 1170 genannt. 1241 sind Wicherus et Dietmarus de Liebenstain genannt und 1258 Agnes von Liebenstein, eine Nichte des Passauer Bischofs Otto und Ehefrau des Albero von Puchberg. 1279 wird ein Hadmar von Liebenstain erwähnt. 1382 ist von der „Vest zu Liebenstain“ die Rede.
Am 1433 erhielt Berthold von Losenstein diese Festung vom Bischof Leonhard von Passau zum Lehen und als Erbgut. Die Losensteiner ließen die Burg durch  Pfleger verwalten: Als ein solcher wird 1410 und 1413 Dankwart der Hautzenberger, 1435, 1441 und 1445 Urban der Rasp genannt. 1457 kaufte Ulrich von Starhemberg die Festung Liebenstein von Hartneyd von Losenstein. In der Folge wurde Liebenstein zu Pürnstein geschlagen und von dort aus verwaltet.

## Burg Liebenstein früher und heute
Wie aus dem Stich von Georg Matthäus Vischer von 1674 zu erkennen ist, war Liebenstein im 17. Jahrhundert bereits eine Ruine. Damals erhob sich noch ein hoher Söller aus einem Palas, der mit einer zinnenbewehrten Mauer umgeben war.
Der Burghügel war im 20. Jahrhundert noch gut erkennbar, Mauerreste waren nicht mehr vorhanden. Nach Norden und Westen fällt der Burghügel steil ab. Am ostseitigen Hang liegt das bemerkenswerte Anwesen Schmidthäusl (Daim Nr. 7), das aus den Resten der Burg im 17. Jahrhundert erbaut wurde. 

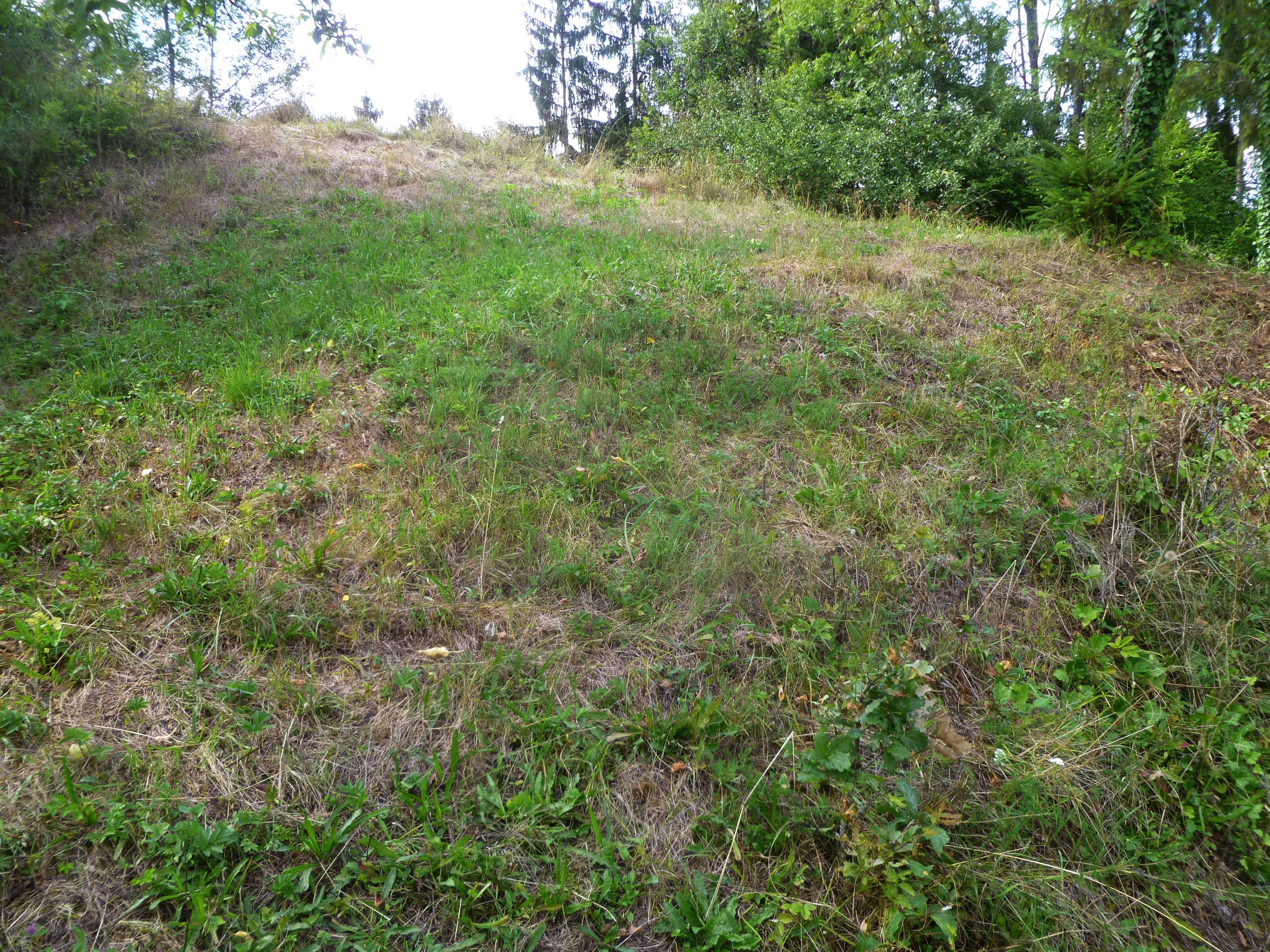
Burgberg Daim
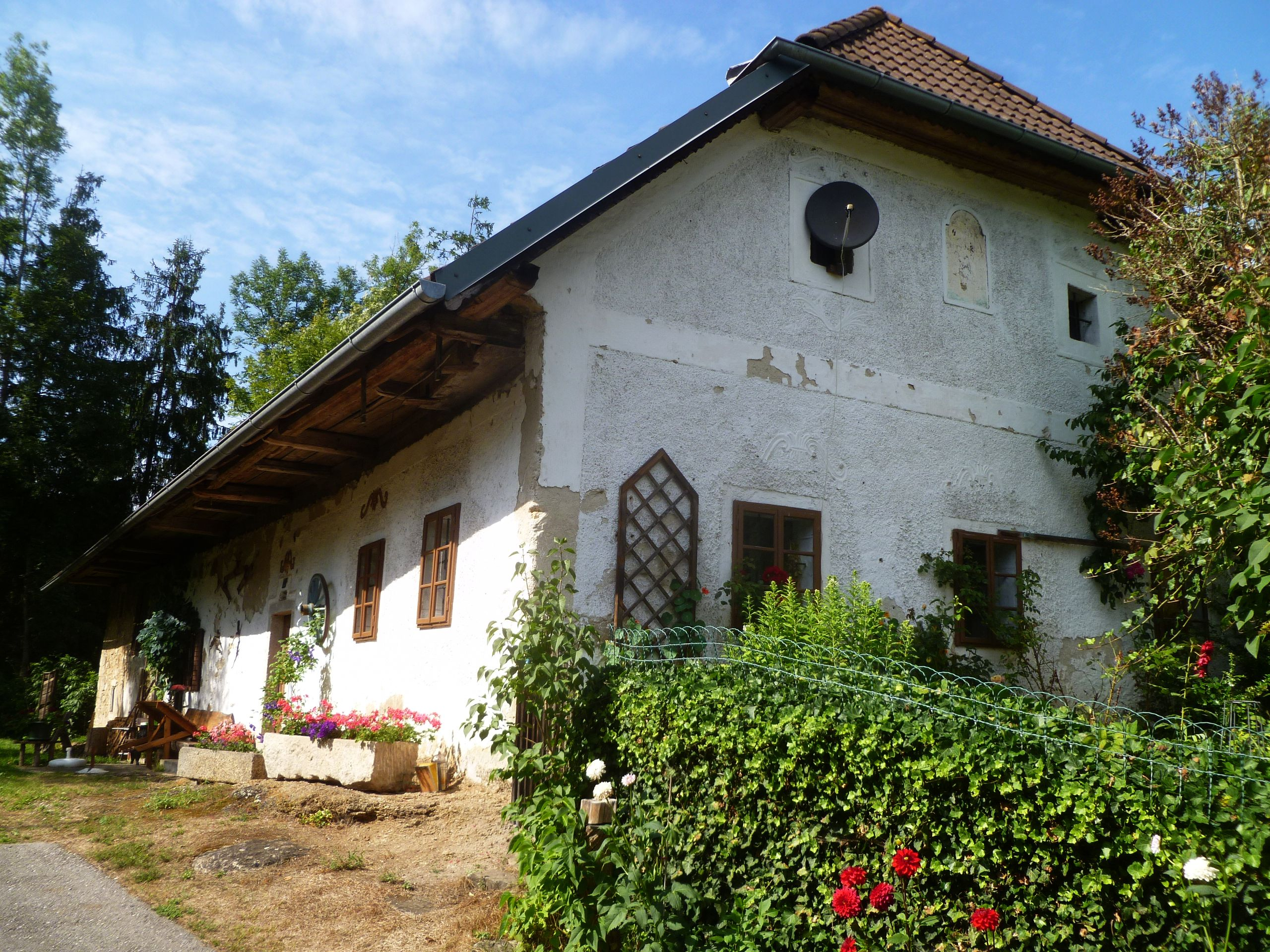
Schmidthäusl – Daim 7
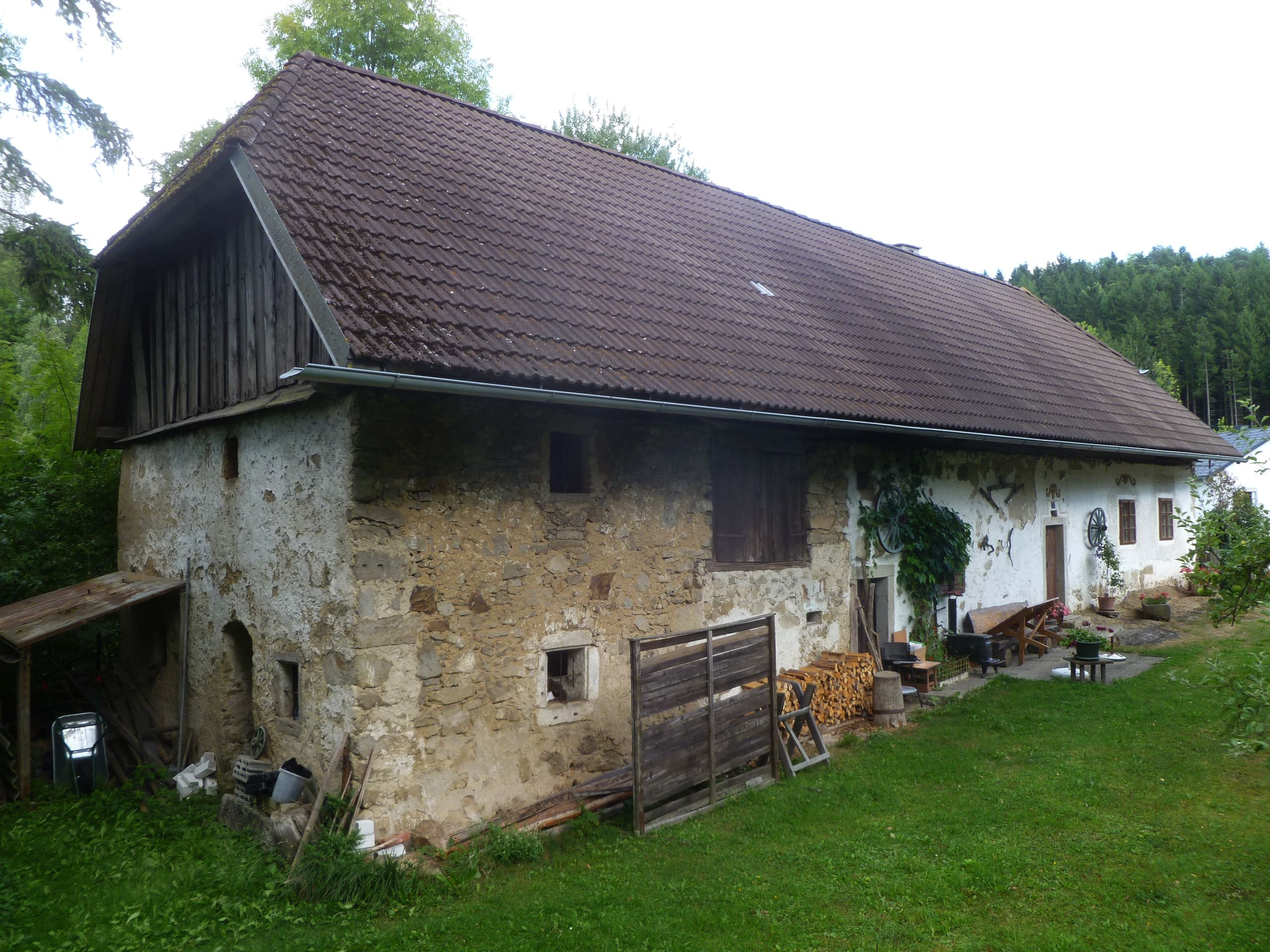
Schmidthäusl – Daim 7

„Ab 2019 entstand hier ein modernes Wohngebäude, wobei der Vorgängerbau weitestgehend demoliert wurde. Einige historische Bauelemente, wie etwa ein Türstock mit Stier-Motiv, eine Deckeninschrift und ein Treppenaufgang, konnten offensichtlich im Neubau aufgenommen werden. Der Burghügel selber wurde leider weitgehend abgetragen, um Platz für eine moderne Gartenanlage zu schaffen. Eine archäologische Begleitung der Baumaßnahmen fand aus unerfindlichen Gründen nicht statt“